# Beaulieu-sur-Sonnette
 Beaulieu-sur-Sonnette  es una comuna y población de Francia, en la región de Poitou-Charentes, departamento de Charente, en el distrito de Confolens y cantón de Saint-Claud.
Su población en el censo de 1999 era de 269 habitantes.
Está integrada en la Communauté de communes de Haute Charente .

## Demografía
| 483 | 448 | 336 | 326 | 300 | 269 |
| Para los censos de 1962 a 1999 la población legal corresponde a la población sin duplicidades (Fuente: INSEE [Consultar]) |     |     |     |     |     |